# Secamone parvifolia
Secamone parvifolia är en oleanderväxtart som först beskrevs av Daniel Oliver, och fick sitt nu gällande namn av Arthur Allman Bullock. Secamone parvifolia ingår i släktet Secamone och familjen oleanderväxter. Inga underarter finns listade i Catalogue of Life.